# Mother's Daughter
Mother's Daughter è un singolo della cantante statunitense Miley Cyrus, pubblicato il 31 maggio 2019 come primo estratto dal secondo EP She Is Coming.

## Descrizione
Mother's Daughter ha una durata di tre minuti e trentanove secondi ed è stata scritta da Cyrus con Alma e Andrew Wyatt, mentre la sua produzione è stata affidata a quest'ultimo. È composto in chiave di Re bemolle minore ed ha un tempo di 91 battiti per minuto. Liricamente, la canzone è stata descritta come un inno di empowerment femminile. Si concentra sulla forte relazione del duo madre-figlia e fa riferimento a come la madre del cantante, Tish Cyrus, le disse che ce l'avrebbe fatta, cantando: "I put my back into it, my heart in it/So I did it, yeah I did it." Inoltre, Cyrus si descrive come "cattiva" e spiega che ha la libertà di fare ciò che desidera: "Don't fuck with my freedom/I came up to get me some/I'm nasty, I'm evil/Must be something in the water or that I'm my mother's daughter", canta nel ritornello.

## Promozione
La canzone è stata eseguita dal vivo per la prima volta al BBC Radio 1's Big Weekend a Middlesbrough il 25 maggio 2019. È stata esibita anche al Primavera Sound Festival tenutosi a Barcellona il 31 maggio del medesimo anno e all'Orange Warsaw Festival a Varsavia il giorno dopo.

## Video musicale
Il video musicale, diretto da Alexandre Moors, è stato reso disponibile il 2 luglio 2019.

## Successo commerciale
Mother's Daughter ha debuttato alla 54ª posizione della Billboard Hot 100 statunitense, diventando il 47º ingresso della cantante nella classifica. È inoltre diventato il suo debutto più alto nella classifica dal 2013, quando Adore You ha debuttato al 42º posto.
Nel Regno Unito il singolo ha debuttato alla 31ª posizione della Official Singles Chart con 15 657 unità vendute durante la sua prima settimana, diventando la ventesima entrata in classifica della cantante.

## Classifiche

### Classifiche settimanali
| Classifica (2019) | Posizione massima |
| ----------------- | ----------------- |
| Australia         | 21                |
| Austria           | 49                |
| Belgio (Fiandre)  | 59                |
| Belgio (Vallonia) | 78                |
| Bulgaria          | 2                 |
| Canada            | 31                |
| Croazia           | 50                |
| Estonia           | 18                |
| Francia           | 177               |
| Germania          | 75                |
| Grecia            | 10                |
| Irlanda           | 22                |
| Italia            | 86                |
| Lettonia          | 5                 |
| Lituania          | 14                |
| Nuova Zelanda     | 21                |
| Paesi Bassi       | 100               |
| Polonia           | 20                |
| Portogallo        | 55                |
| Regno Unito       | 29                |
| Repubblica Ceca   | 18                |
| Romania           | 55                |
| Slovacchia        | 10                |
| Spagna            | 81                |
| Stati Uniti       | 54                |
| Svezia            | 76                |
| Svizzera          | 48                |
| Ungheria          | 8                 |

### Classifiche di fine anno
| Classifica (2019) | Posizione |
| ----------------- | --------- |
| Lettonia          | 65        |
| Ungheria          | 100       |